# Schwandorf–Furth im Wald-vasútvonal

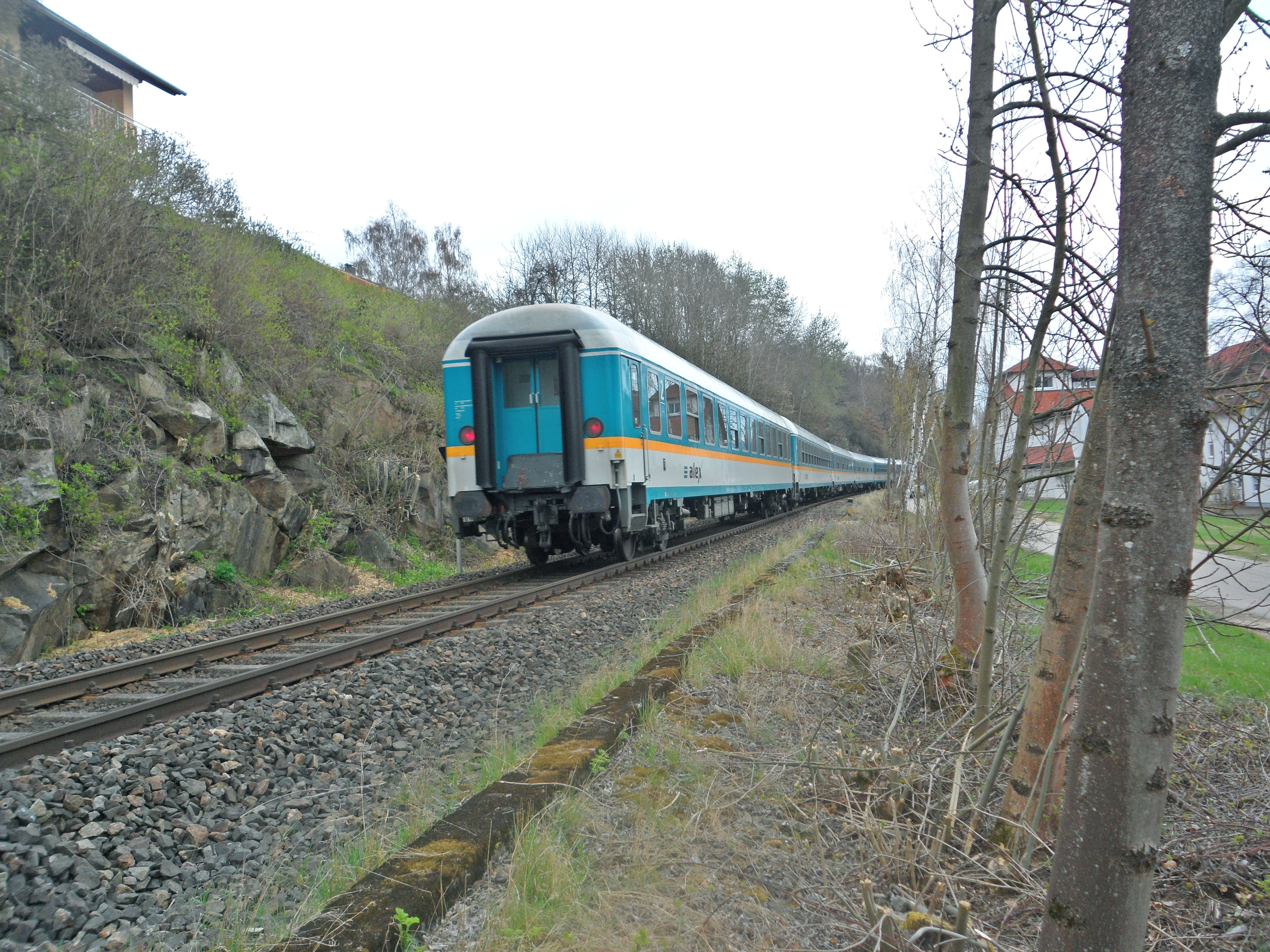
Az Arriva-Länderbahn-Express vasúttársaság Albert Einstein nevű EuroCity vonata Prága felé

A Schwandorf–Furth im Wald-vasútvonal egy normál nyomtávolságú, egyvágányú, nem villamosított vasútvonal Németországban Schwandorf és Furth im Wald között. A vasútvonal hossza 67,2 km.
A vasútvonal fontos szerepet tölt be a München és Prága közötti forgalomban, az Arriva-Länderbahn-Express vasúttársaság Albert Einstein nevű EuroCity vonata közlekedik a két nagyváros között.

## Története
A Bajor Keleti Vasúttársaság (németül: Königlich privilegirte Actiengesellschaft der bayerischen Ostbahnen) 1856. április 12-én kapta meg II. Miksa bajor királytól az engedélyt a vasútvonal megépítésére. Az első, Schwandorf és Cham közötti szakaszt öt évvel később, 1861. január 7-én nyitották meg. A Cham és Furth im Wald közötti szakaszt 1861. szeptember 20-án nyitották meg. Egy hónappal később, 1861. október 15-én a Plzeň-Furth im Wald vonal elérte Furth állomást, és ezzel teljessé vált a folyamatos összeköttetés Nürnberg és Prága között. 15 évvel a vonal megnyitása után a Bajor Keleti Vasutat államosították, és a vonal a Bajor Királyi Államvasutak része lett. Négy mellékvonal épült, amelyek csatlakoztak a vonalhoz. Az első két vonal Cham állomásról ágazott le, az egyik Lamba (1891-ben nyitották meg), a másik Waldmünchenbe (1895. augusztus 1-jén nyitották meg). Bodenwöhr Nordban 1896. augusztus 3-án nyitotta meg a Rötzbe vezető elágazást, majd 1907. november 5-én a Nittenauba vezető elágazás következett.
2001-től a DB Regio megbízásából Oberpfalzbahn néven a Regentalbahn AG (RAG) üzemeltette a járatokat. A Bayerische Eisenbahngesellschaft által 2011-ben kiírt pályázat megnyerése után a Regentalbahn 2014 decembere óta közvetlenül az ajánlatkérő nevében üzemelteti ezt a vonalat. A korábban üzemeltetett Regio-Shuttles szerelvények mellett Pesa LINK II kétrészes dízelmotorvonatokat használtak volna. Engedélyezési problémák miatt azonban a LINK II-es szerelvényeket nem használták, és az Oberpfalzbahn hálózatának más útvonalaihoz 2016 közepe óta beszerzett Alstom Lint 41-es szerelvényeket használják.
A Nürnberg-Prága útvonal alacsony forgalma miatt a távolsági forgalmat 2012-ben megszüntették az útvonalon, és távolsági buszokkal helyettesítették.
2014 júliusától decemberéig a Roding állomás peronját nyugatra helyezték át, és az új helyen egy buszmegállót építettek a buszok és vonatok közötti átszálláshoz. Ez a DB Station&Service és a Verkehrsbetrieben Roding együttműködésében valósult meg. Az új szigetperon 170 m hosszú, és a peron magassága 55 cm a sínkorona felett. A korábban szintbeli peronfelüljárót egy gyalogos felüljáró váltotta fel, így most már nincs szükség utasbiztonsági intézkedésekre.

## Útvonal
A vonal Schwandorf állomásról indul és az A 93-as autópálya alatt halad kelet felé. Wackersdorf térségében a vonaltól jobbra fekszik a felső-pfalzi tóvidék; ezeket a tavakat 1982 óta alakították ki a barnakőszén bányászat során keletkezett kitermelésekből. Altenschwandtól a vonal áthalad a Felső-Bajor Erdei Natúrparkon (Naturpark Oberer Bayerischer Wald), áthalad a Taxölderner-erdőn és eléri az egykori Bodenwöhr-i vasúti csomópontot, ahol a ma már használaton kívüli Rötzbe vezető vasútvonal ágazott el.
A Nittenau felé vezető, ma már csak teherszállításra használt vonal szintén Bodenwöhrben ágazik el.
A vonal ezután a Neubäuer-erdőn keresztül halad, majd Roding közelében találkozik a Regen folyóval, és azt követi Chamig. Chammünster közelében a vonal északkelet felé leágazik a Lam felé vezető vonalról, és a Cham-Further mélyedésen keresztül követi a Chamot Furth im Waldig, majd tovább halad Plzeňig.

### Fejlesztési lehetőségek
A vonal teljes egészében egyvágányú és nem villamosított. A tervek szerint rövid távon kisebb fejlesztéseket hajtanak végre, hogy kiegyenesítsék a vonalat Plzeňig. Vannak javaslatok a Roding és Furth im Wald közötti vonal átépítésére is, amely a München és Prága közötti nagysebességű Duna-Vltava vasútvonal részeként valósulna meg.

## Üzemeltetés
Az 1970-es évekig a vonal forgalmának nagy részét gőzvontatással bonyolították le. A vonalon több, eredetileg a Bajor Államvasutak és a Deutsche Reichsbahn számára gyártott mozdonysorozat is közlekedett. Furth im Waldba különböző cseh gőzmozdonyok közlekedtek. Az 1950-es években az első dízelmozdonyt ezen a vonalon használták.
A Regionalbahn járatait ezen a vonalon Stadler Regio-Shuttle RS1 dízelmotorvonatokkal üzemeltetik. A Regional-Express járatok két DB Regio Bayern vonatpárból állnak Nürnberg és Furth im Wald között, amelyeket DB 612 sorozatú billenőszekrényes dízelmotorvonatokkal üzemeltetnek. München és Prága között hét expressz vonatpárt üzemeltet az Arriva-Länderbahn-Express.
A vonalon a vasúti szolgáltatások a Regionalzügenetz Ostbayern (kelet-bajorországi regionális vasúthálózat) részét képezik, amelyet a Bayerische Eisenbahngesellschaft (Bajor Vasúttársaság) irányít, és amelynek üzemeltetése szerződés alapján történik. A legutóbbi pályázatot a Regentalbahn nyerte.